# Nyköpings skärgård

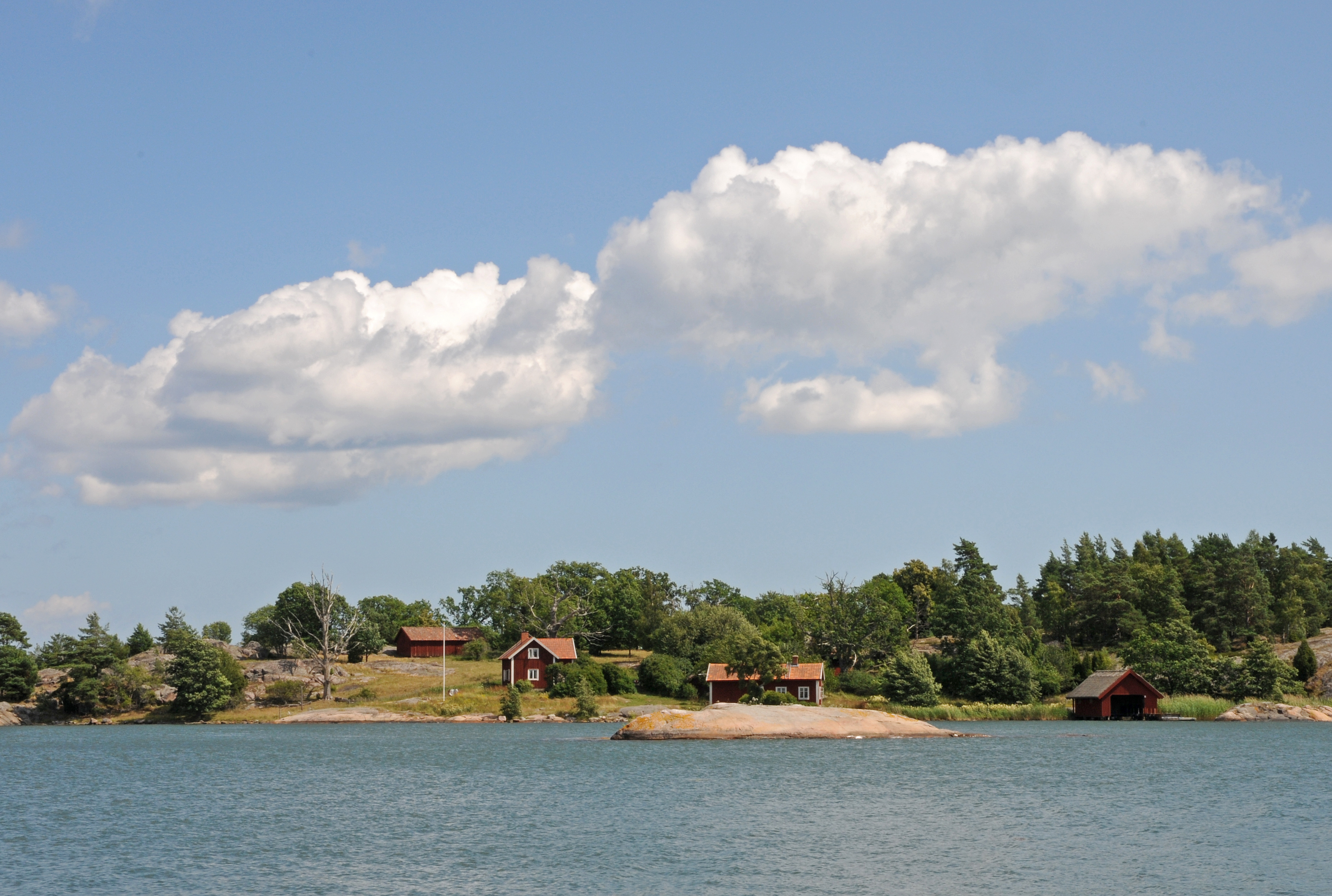
Krampö vid Stendörren.

Nyköpings skärgård är belägen vid sörmlandskusten. Området saknar formell avgränsning, men sträcker sig i stort från Trosa skärgård i norr  till Oxelösunds skärgård i söder.
De största öarna är Långö, Hartsö, Ringsö, Griskär, Sävö, Krampö, Risö, Björkskär, Enskär och Rågö.
En stor del av skärgården omfattas idag av olika naturreservat, bland annat Stendörrens naturreservat, Långö naturreservat, Ringsö naturreservat, Sanda holme naturreservat, Rågö naturreservat, Sävö naturreservat, Hartsö naturreservat samt flera fågel- och sälskyddsområden.
Genom Nyköpings skärgård löper också den medeltida färdrutten Kung Valdemars segelled. Den beskriver två leder genom Nyköpings skärgård, en inre genom Stendörren och Sävsundet en yttre förbi Ålö mellan Ringsö  och Hartsö och vidare mot Lacka. De viktigaste lotsplatserna fanns i äldre tid vid Sävsundet, Hartsö och Oxelösund. Lotsplatsen vid Oxelösund är känd sedan 1530-talet, den vid Sävsundet sedan 1642 och den på Hartsö sedan 1671. Då lotsväsendet organiserades på 1660- och 1670-talet uppläts lotshemman till lotsarna på ön. De slopades när kontantlön infördes på 1870-talet, och 1876-1878 uppfördes i stället lotsbyn på Sävö, dit lotsarna från Långö, Sävö och Ringsö flyttade. Vid Sävsundet uppfördes krog, försvarsskans och begravningsplats.
Från medeltiden kom större delen av kuststräckan och skärgården utanför att ägas av olika adelsgods, som även innehade fiskerätten, vilket bidrog till att yrkesfiskare inte utvecklades här som på många andra håll utan bedrevs främst som husbehovsnäring, liksom jakt på säl och sjöfågel. Stadsborna i Trosa och Nyköping hade dock fiskerätt här, trosaborna vid Askö och norrut samt Nyköpingsborna Furuholmen och Bjurshalsen utanför Oxelösund.

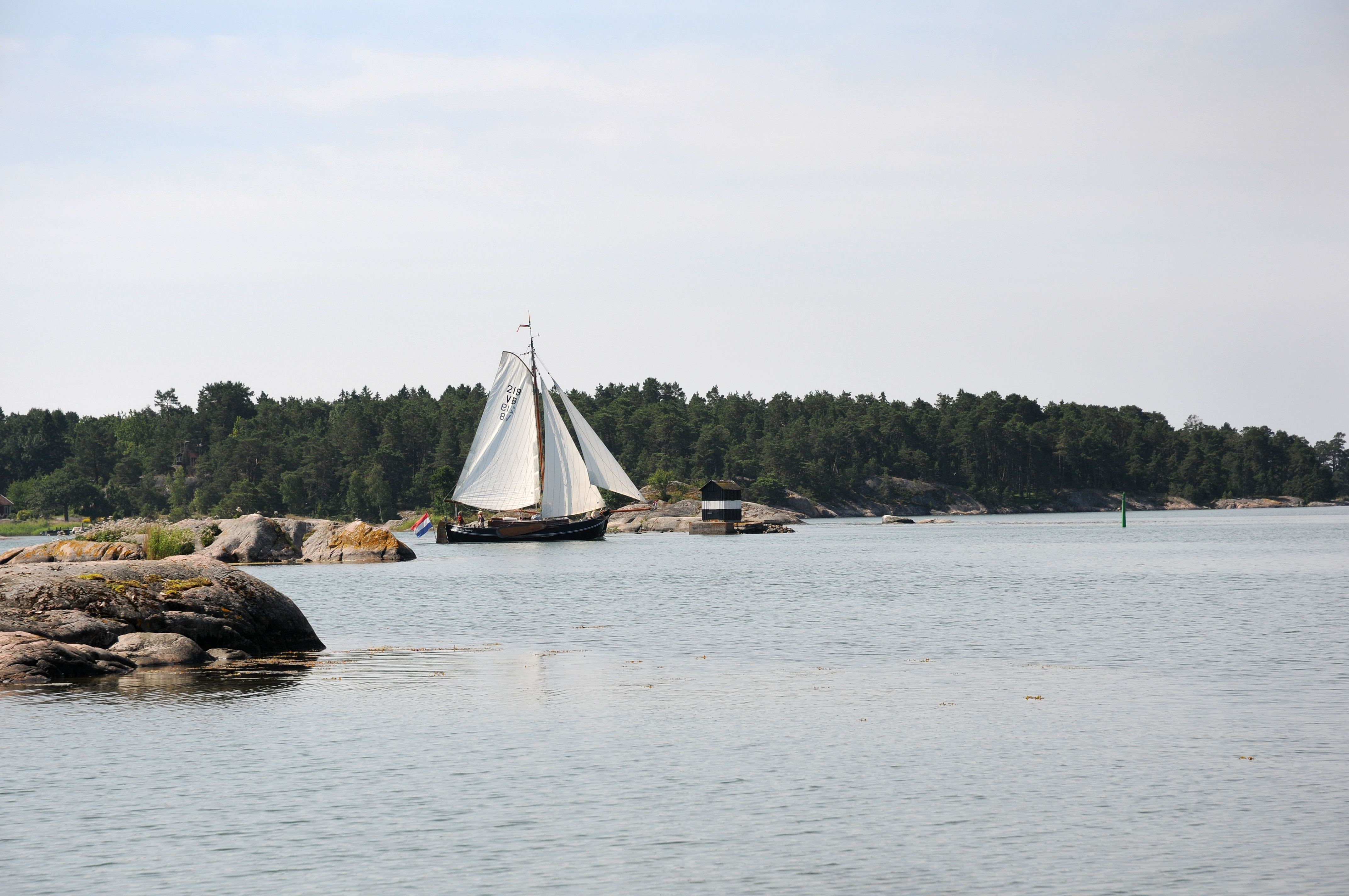
Farleden vid Stendörren.
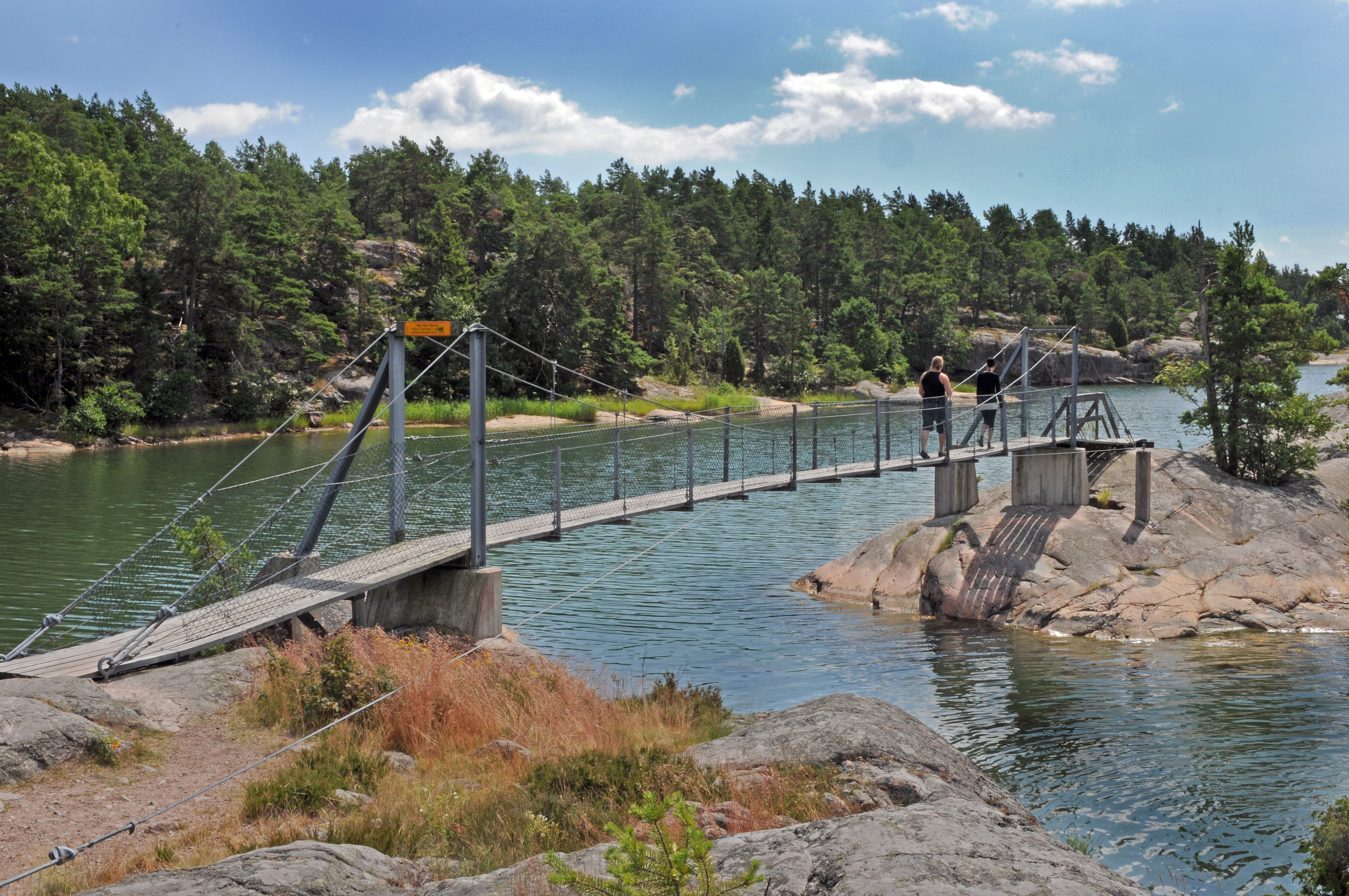
Stendörrens naturreservat.
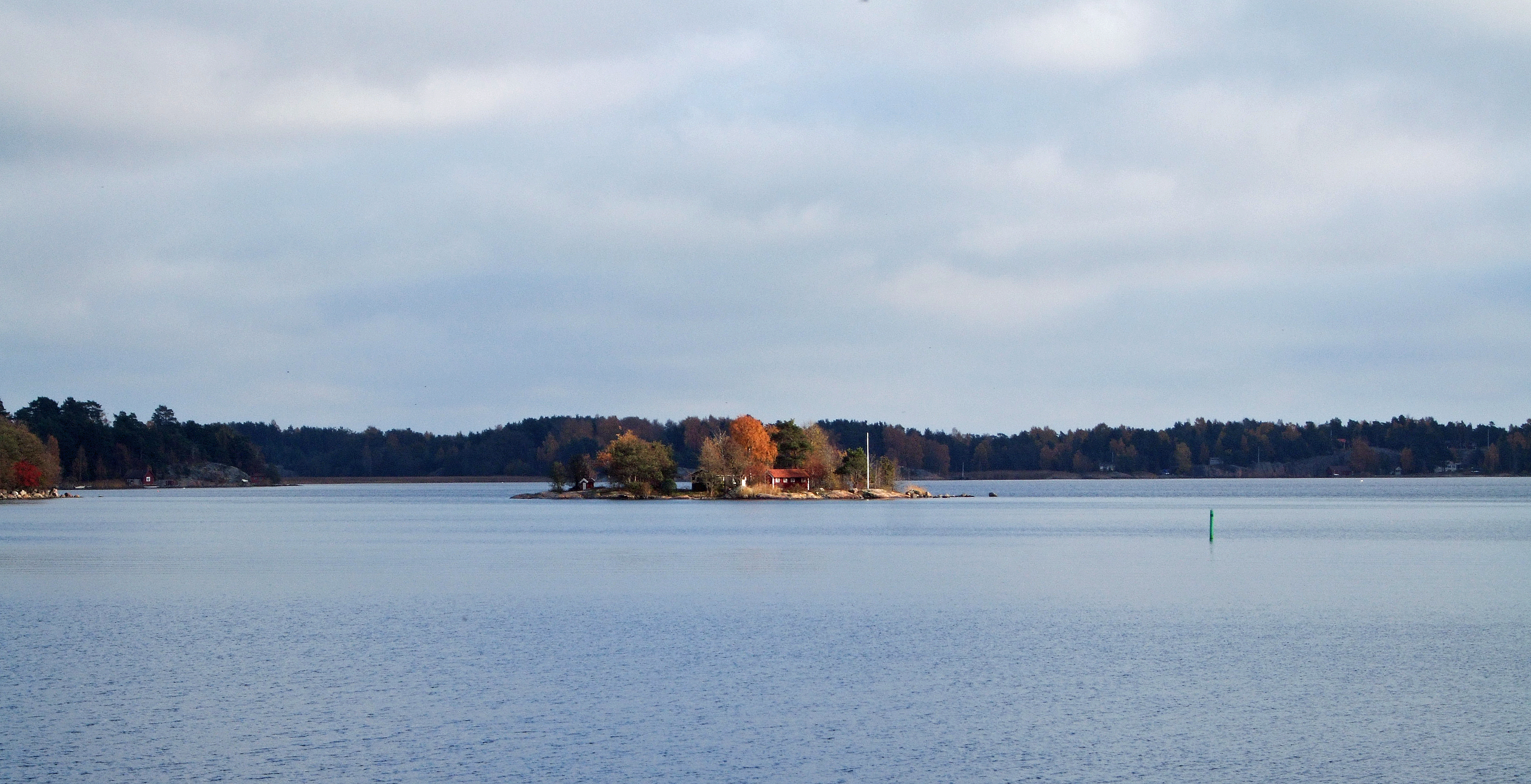
Hummelgrund vid inloppet till Nyköping.